# Parapterois macrura
Parapterois macrura és una espècie de peix pertanyent a la família dels escorpènids.

## Distribució geogràfica
Es troba només davant les costes occidentals de l'Índia.